# 론 카터
론 카터(영어: Ron Carter, 1937년 5월 4일 ~ )는 미국의 재즈 콘트라베이시스트이다. 2,221회의 녹음 세션에 그의 참여는 그를 역사상 가장 많이 녹음된 재즈 베이시스트로 만들었다. 그는 그래미 어워드를 세 번 수상했으며, 그 연주로 수많은 음반을 녹음한 첼리스트이기도 하다.

## 어린 시절
카터는 미시간주 펀데일에서 태어났다. 그는 10살 때 첼로를 연주하기 시작했고, 고등학교에 다니는 동안 베이스로 전향했다. 그는 이스트먼 음악학교에서 음악 학사 학위를 받았고, 맨해튼 음악학교에서 음악 석사 학위를 받았다.